# Trasfigurazione (Lotto)
La Trasfigurazione è un dipinto a olio su tavola (300x203 cm) di Lorenzo Lotto, databile al 1510-1512 e conservato nel Museo civico Villa Colloredo Mels a Recanati. L'opera è firmata.

## Storia
In viaggio tra Roma e le Marche, nel 1510, Lotto si fermò quasi certamente a Perugia, dove vide gli affreschi di Perugino nella Sala delle Udienze del Collegio del Cambio. Arrivato nelle città marchigiane mise a frutto le sue esperienze romane e gli esempi colti nei suoi viaggi, dipingendo alcune opere lontane dal suo stile abituale, come la Trasfigurazione e la Deposizione. Si tratta di esperimenti che non lo soddisfano: infatti, stabilendosi nel 1513 a Bergamo, vennero poi abbandonati.
La Trasfigurazione era originariamente destinata alla chiesa di Santa Maria di Castelnuovo e doveva essere dotata di predella, di cui fa quasi sicuramente parte il Cristo che conduce gli apostoli al Monte Tabor (29x59 cm), all'Ermitage di San Pietroburgo.

## Descrizione e stile
La composizione mostra evidenti richiami al prototipo di Perugino nel Collegio del Cambio, con l'analoga montagnola sullo sfondo celeste e gli stessi personaggi, nonché le scritte esplicative dorate. Molto diverso è però il sentimento generale, poiché alle figure serene e un po' imbambolate del pittore umbro, Lotto sostituì dei personaggi inquieti ed animati, mossi da pose complicate con scorci e altri accorgimenti, rifacendosi alle più avanzate conquiste di Raffaello con il quale aveva dovuto collaborare per un breve periodo a Roma. 
Al centro, sul culmine della collinetta, domina la figura di Cristo investita dai raggi solari che squarciano il cielo, e l'apparizione eterea di Dio Padre tra angioletti che irrompe dichiarando "Questo è mio figlio". Ai lati di Cristo si trovano, come di consueto, le apparizioni dei profeti Mosè ed Elia, con aureole polilobate, che confermano l'avverarsi delle loro profezie. Essi sono impostati con un elegante contrapposto che bilancia simmetricamente le loro pose, una girata in favore dello spettatore e una voltante le spalle.
In basso, i tre apostoli che assistono alla scena, Giovanni, Pietro e Giacomo il maggiore, appaiono accecati dalla visione, cercando di ripararsi gli occhi con le mani. Il particolare scorcio visuale li fa sembrare sul punto di rotolare verso lo spettatore, secondo un superamento delle regole della prospettiva quattrocentesca che Lotto attuò senza difficoltà, già nella sua prima formazione veneta. 
Le figure sono quindi di grande monumentalità e la loro articolazione suggerisce quel nuovo rapporto tra figure e spazio, non più stretto nelle regole della prospettiva, che fu necessario per il suo sviluppo artistico in senso pienamente cinquecentesco.